# 조선초기전성기론

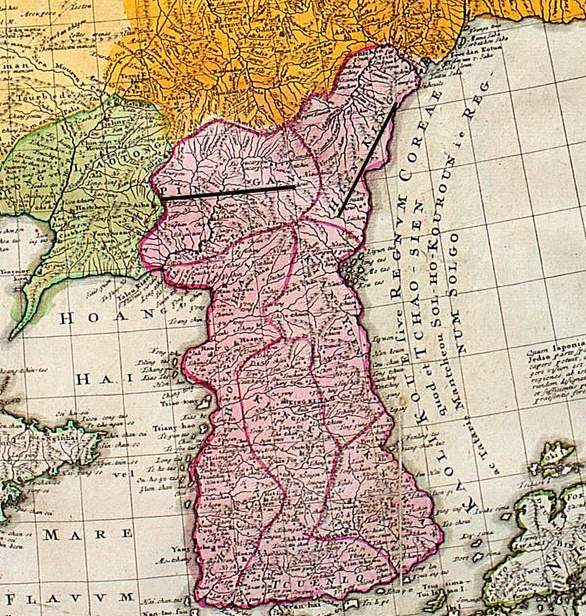
조선 영토를 나타낸 지도다. 당시 조선은 한반도 전체를 차지했던 문명였다.

조선초기전성기론은 한국 언론과 한국 사회에서 많이 하는 조선시대 초기의 조선 문명이 발달된 전성기였던 시대라는 담론이다.

## 개요

### 담론
대한민국 언론에서 조선사를 재평가하며 많이 제기되고 있다.

### 세종 국력
세종은 한국사상 최고의 성군으로 국민과 언론들이 많이 꼽는 인물이다. 따라서, 세종이 집권했던 시기를 한국의 손꼽히는, 혹은 최고의 전성기로도 평가하기도 한다.  실제로 그 당시 세종 때 4군6진이라는 군사적 업적도 남겼고, 왜구와 여진족에 군사적 대응도 여러번 실행에 옮긴 몇 안되는 군주이다. 15,000명의 병력을 보내어 북쪽 영토를 넓혔고, 조선 문명은 한반도 전체의 영토를 확보할 수 있었다.

## 같이 보기
- 조선
- 중세